# Pekka Lehtimäki

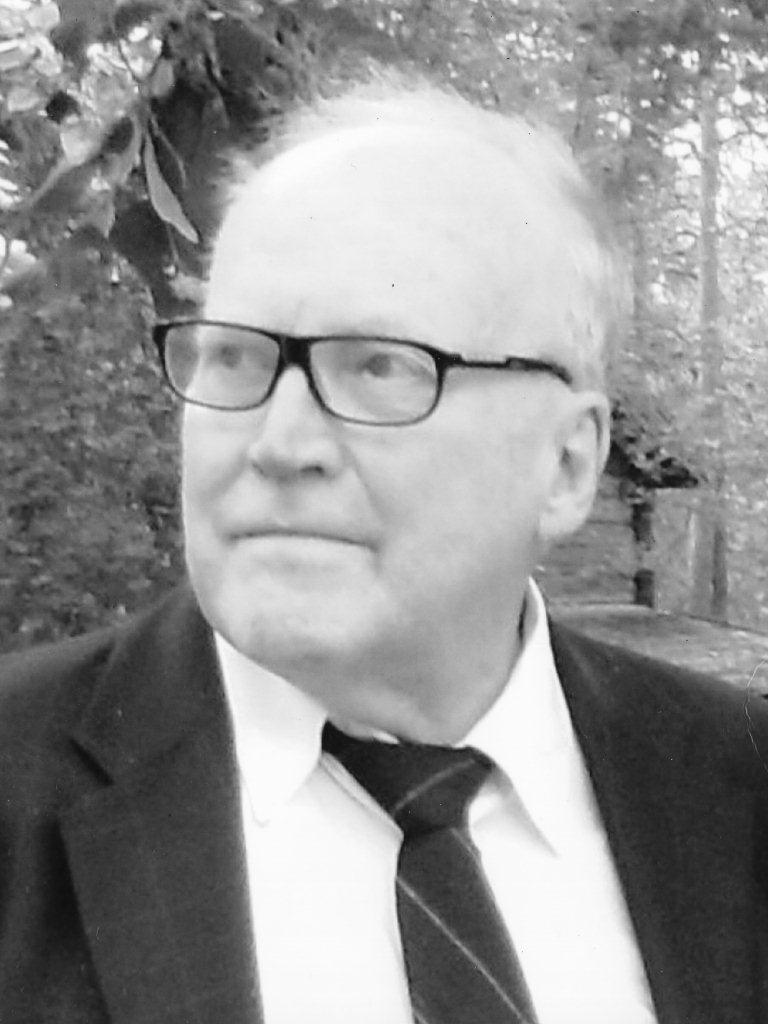
Pekka Lehtimäki, 2012

Pekka Raimo Olavi Lehtimäki (* 26. September 1934 in Terijoki; † 1. März 2013 in Pirkkala) war ein finnischer Dialektologe und bis 1999 Professor für Fennistik an der Universität Greifswald.

## Leben
Pekka Lehtimäki wurde als Sohn von Volksschullehrern in Terijoki (heutzutage zu Russland zugehörig) geboren und wuchs in Hämeenkyrö auf. 1954 legte er sein Abitur am Gymnasium von Ikaalinen ab. An der Universität Turku studierte er finnische Sprache und finnische Geschichte, das Studium schloss er 1961 in Helsinki ab. Seit seiner Gründung im Jahr 1959 arbeitete er als Assistenz im finnischen Dialektarchiv, für das er im Verlauf der Jahre in 140 Kirchspielen über 1.200 Stunden Material sammelte.
Seine akademische Laufbahn begann Lehtimäki 1963 als Lektor für finnische Sprache an der Universität Münster, wo er acht Jahre lang tätig war. 1971 zog er nach Finnland zurück und war zwei Jahre Assistent für finnische Sprache an der Universität Tampere, bevor er 1973 die Assistenzprofessur für finnische Sprache an derselben Universität antrat, die er bis 1994 innehatte. Zwischendurch kehrte er wieder nach Deutschland zurück und lehrte 1981 bis 1983 an der Universität Göttingen als Gastprofessor für finnische Sprache und Kultur. 1994 zog er wiederum nach Deutschland, wo er von 1994 bis 1999 die Professur für Fennistik an der Ernst-Moritz-Arndt-Universität Greifswald zu innehatte. Hier konnte er unter anderem mit Hilfe von Nachlässen seiner akademischen Lehrer und seiner deutschen und finnischen Freunde große Lücken im Bibliotheksbestand schließen, die zwischen 1945 und 1989 entstanden waren.

## Wirken
Lehtimäki war es immer wichtig, die interessierte Öffentlichkeit an seinem Fachwissen teilhaben zu lassen, etwa in seinen Sprachkolumnen in der finnischen Tageszeitung Aamulehti. Besonders vertraut war er mit den Dialekten von West-Uusimaa. Diese waren auch Gegenstand seiner 1972 an der Universität Helsinki verteidigten Doktorarbeit mit dem Titel: oi- ja ei-nominit Länsi-Uudenmaan murteissa. Lehtimäki veröffentlichte drei Monographien zu finnischen Regionaldialekten: In Tammelan murrekirja (1989) und Karkkilan murrekirja (1997) veröffentlichte er Dialektproben jener Gegenden, deren Mundarten er einen Großteil seiner dialektologischen Untersuchungen gewidmet hatte. Der Band Hämeenkyrön murrekirja (2002) enthält dialektale Erzählungen der Gegend, in der auch Lehtimäki seine Kindheit verbracht hatte. Durch die allgemeinverständliche Zusammenfassung der Eigenheiten des jeweiligen Dialekts am Ende der Bücher waren diese auch für Laien leicht verständlich.
In mehreren Untersuchungen beschäftigte er sich auch mit der sprachlichen Entwicklung seines finnisch-deutsch bilingualen Sohnes.
2008 veröffentlichte Pekka Lehtimäki das Kinderbuch „Yllärien ylläri – Venneri vaarin ja muorin mökillä.“
Viele von Lehtimäkis Schülern leisteten und leisten noch immer wichtige Beiträge für die Entwicklung der finnisch-deutschen Beziehungen, sowohl in kultureller, wirtschaftlicher als auch in wissenschaftlicher Hinsicht. Lehtimäki hat sich zudem z. B. durch seine Mitarbeit in einer finnisch-deutsch-niederländischen Dialektologengruppe um die Anerkennung der finnischen Sprachforschung in Deutschland verdient gemacht.

## Werke (Auswahl)
- Hämeenkyrön murrekirja. Helsinki: Suomalaisen Kirjallisuuden Seura, 2002, ISBN 951-746-380-4.
- Sprachen in Finnland und Estland. Herausgegeben von Pekka Lehtimäki. Wiesbaden: Harrassowitz, 1999, ISBN 3-447-04153-6.
- Liistoin Kallei Karkkilasta: murreretki Uudellemaalle. Porvoo: WSOY, 1997, ISBN 951-0-21873-1.
- Tammelan murrekirja. Helsinki: Suomalaisen Kirjallisuuden Seura, 1989. Suomalaisen Kirjallisuuden Seuran toimituksia, ISBN 951-717-585-X.
- Oi- ja ei-nominit Länsi-Uudenmaan murteissa. Helsinki : Suomalaisen Kirjallisuuden Seura, 1972. Suomalaisen Kirjallisuuden Seuran toimituksia, ISBN 951-717-015-7.
- Yllärien ylläri: Venneri vaarin ja muorin mökillä. Tampere: Pilot-kustannus, 2008, ISBN 978-952-464-811-0.